# Высшие учебные заведения Челябинска
На 2021 год в Челябинске насчитывается 16 высших учебных заведений. Среди них 7 университетов (шесть из которых — государственные), 3 института (два из которых — государственные), 5 филиалов высших учебных заведений (4 государственных и 1 частный), а также военный вуз.

## Список

### Университеты
| Наименование                                                                    | Категория       | Год создания | Число студентов | Ссылки          |
| ------------------------------------------------------------------------------- | --------------- | ------------ | --------------- | --------------- |
| Южно-Уральский государственный университет (ЮУрГУ)                              | государственный | 1943         | 20 103          | www.susu.ru     |
| Челябинский государственный университет (ЧелГУ)                                 | государственный | 1976         | 13 636          | www.csu.ru      |
| Уральский государственный университет физической культуры (УралГУФК)            | государственный | 1970         | 2 268           | www.uralgufk.ru |
| Южно-Уральский государственный гуманитарно-педагогический университет (ЮУрГГПУ) | государственный | 1934         | 10 999          | www.cspu.ru     |
| Южно-Уральский государственный медицинский университет (ЮУГМУ)                  | государственный | 1944         | 4 342           | www.chelsma.ru  |
| Южно-Уральский государственный аграрный университет (ЮУрГАУ)                    | государственный | 1930         | 1 566           | юургау.рф       |
| Южно-Уральский технологический университет (ЮУТУ)                               | частный         | 1996         | 4 428           | www.inueco.ru   |

### Институты
| Наименование                                                                      | Категория       | Год создания | Число студентов | Официальный сайт |
| --------------------------------------------------------------------------------- | --------------- | ------------ | --------------- | ---------------- |
| Челябинский государственный институт культуры (ЧГИК)                              | государственный | 1967         | 2 160           | chgik.ru         |
| Южно-Уральский государственный институт искусств имени П. И. Чайковского (ЮУрГИИ) | государственный | 1997 (1935)  | 264             | uyrgii.ru        |
| Международный институт дизайна и сервиса (МИДиС)                                  | частный         | 1992         | 1 166           | midis.ru         |

### Филиалы
| Наименование | Категория       | Вид головной организации | Год создания | Число студентов | Официальный сайт (филиал и головная организация) |
| --- | --------------- | ------------------------ | ------------ | --------------- | ------------------------------------------------ |
| Челябинский филиал Российской академии народного хозяйства и государственной службы (ЧФ РАНХиГС)                     | государственный | Академия                 | 1992         | 1 718           | chel.ranepa.ru (www.ranepa.ru)                   |
| Уральский филиал Российского государственного университета правосудия (УФ РГУП)                                      | государственный | Университет              | 2001         | 769             | ub.rgup.ru (rgup.ru)                             |
| Челябинский институт путей сообщения (филиал Уральского государственного университета путей сообщения — ЧИПС УрГУПС) | государственный | Университет              | 1997         | 568             | chirt.usurt.ru (www.usurt.ru)                    |
| Уральский филиал Финансового университета при Правительстве Российской Федерации (УФ ФА)                             | государственный | Университет              | 2012 (1958)  | 609             | www.fa.ru/fil/chelyabinsk (www.fa.ru)            |
| Уральский социально-экономический институт (филиал Академии труда и социальных отношений — УрСЭИ АТиСО)              | частный         | Академия                 | 1975         | 719             | www.ursei.ac.ru (atiso.ru)                       |

### Военное заведение
| Наименование | Категория       | Вид головной организации | Год создания | Официальный сайт |
| --- | --------------- | ------------------------ | ------------ | ---------------- |
| Челябинское высшее военное авиационное краснознамённое училище штурманов (филиал Военного учебно-научного центра военно-воздушных сил «Военно-воздушной академии имени профессора Н. Е. Жуковского и Ю. А. Гагарина» в г. Челябинске — ВУНЦ ВВС ВВА) | государственный | Академия                 | 2013 (1936)  | чввакуш.рф       |